# Pișceanîi Brid, Oleksandria
Pișceanîi Brid (în ucraineană Піщаний Брід) este un sat în comuna Izmailivka din raionul Oleksandria, regiunea Kirovohrad, Ucraina.

## Demografie
Componența lingvistică a localității Pișceanîi Brid
     Ucraineană (98,59%)
     Rusă (1,41%)
Conform recensământului din 2001, majoritatea populației localității Pișceanîi Brid era vorbitoare de ucraineană (98,59%), existând în minoritate și vorbitori de rusă (1,41%).